# 하플로그룹 L3 (mtDNA)
하플로그룹 L3는 인류 미토콘드리아 DNA 하플로그룹의 일종이다. 인류의 출아프리카 확산과 강하게 연관되며, 아프리카 밖의 거의 모든 집단과 일부 아프리카 인구에 유전되어 나타난다.

## 기원

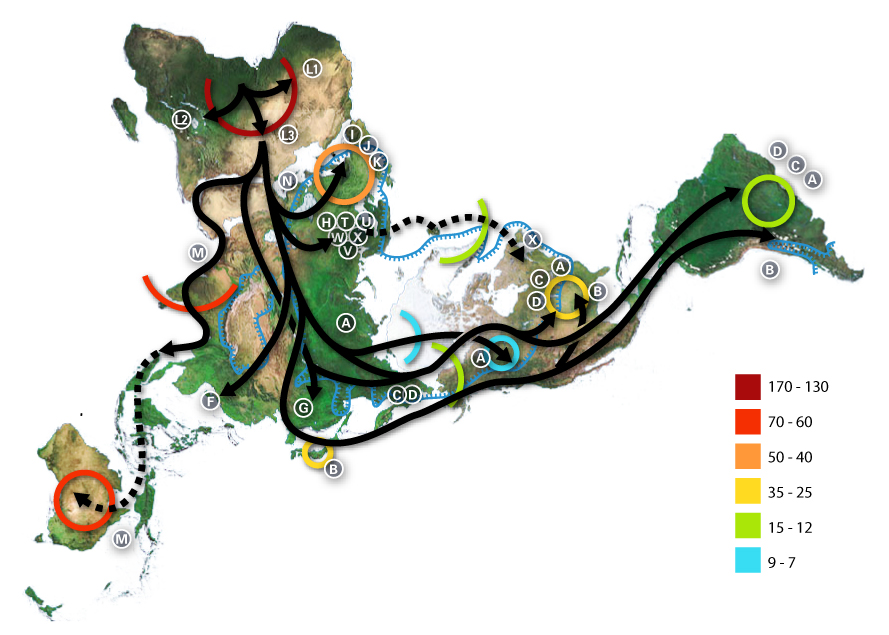
다수설에 따르면 mtDNA 하플로그룹 L3는 동아프리카에서 처음 발생하여 이후 아프리카 밖으로 이동, 대규모로 확산하였다.

하플로그룹 L3는 약 60,000~80,000년 전에 발생한 표지로 보이며, 이는 호모 사피엔스가 본격적으로 확산하기 시작한 출아프리카 대이주(남부 경로 확산)이 일어난 시기와 비슷하다. 동아프리카에서 발생한 이후 인구 확산과 함께 아프리카 밖으로 퍼져 유라시아에서 M, N 등이 분기한 것으로 보인다. 다만 일부 학자들은 상위 하플로그룹이 먼저 아프리카를 나온 후에 아시아에서 L3가 발생하였다고 추정하기도 한다.

## 분포
L3에서 분기된 N과 하위 하플로그룹은 유라시아와 북아프리카에서 보편적으로 보인다. M은 아시아와 지중해 분지 등에서 많이 나타난다. 이 N과 M 그룹에 속하지 않는 L3의 하위 분기들은 주로 동아프리카를 중심으로 인근 지역에서 나타난다. 아프리카 바깥의 지역에서 발견되는 모든 mtDNA 하플로그룹은 M이나 N에서 나온 것이다.

## 같이 보기
- 하플로그룹
- 집단유전학